# Djamni
Djamni est un village du Cameroun situé dans le département du Mayo-Danay et la Région de l'Extrême-Nord, à proximité de la frontière avec le Tchad. Il fait partie de la commune de Datcheka et du canton de Doukoula.

## Population
En 1967, la localité comptait 288 habitants, principalement Toupouri. 
Lors du recensement de 2005, 315 personnes y ont été dénombrées.